# Collonges
Collonges je obec v západní (frankofonní) části Švýcarska, v kantonu Valais. Žije zde 798 obyvatel.

## Geografie
Collonges leží jihovýchodně od Saint-Maurice a severozápadně od Martigny na východním břehu řeky Rhôny, která u Collonges teče z jihu na sever. Sousedními obcemi Collonges jsou Bex (kanton Vaud) na severu, Fully na východě, Dorénaz na jihu, Evionnaz na západě, Saint-Maurice na severozápadě a Lavey-Morcles (kanton Vaud) na severoseverozápadě.
Nad obcí se nachází přírodní rezervace Maraîche de Plex.

## Historie
První zmínka o obci pochází z roku 1239 pod názvem Colunges. Od 13. do 17. století byl rod d’Arbignonů dominantním majitelem obce. V letech 1476–1798 patřilo Collonges k panství Saint-Maurice, poté ke stejnojmennému okresu. V letech 1802–1816 tvořily Collonges a Dorénaz společně obec Outre-Rhône. Mezi oběma vesnickými komunitami doutnaly různé územní spory. Mezi oběma obcemi probíhaly různé územní spory, zejména o vesnici Alesse, která byla nakonec v roce 1841 přidělena Dorénazu. Collonges bylo součástí farnosti Saint-Sigismond ze Saint-Maurice až do roku 1723, kdy se kaple sv. Anny (z roku 1639) stala farním kostelem (farnost Outre-Rhône s Dorénaz).
V letech 1808–1953 nahradily přívoz různé mosty přes Rhônu. V letech 1866–1873 byla Rhôna v oblasti obce postupně korigována. Kolem roku 1900 chov dobytka a pěstování ovoce (třešně). Od poloviny 19. století a během první světové války v obci fungoval důl na antracit; později byla jeho těžba pro nerentabilitu ukončena.

## Obyvatelstvo
| Rok            | 1850 | 1900 | 1920 | 1960 | 2000 | 2010 | 2012 | 2014 | 2016 |
| Počet obyvatel | 408  | 402  | 433  | 301  | 488  | 584  | 630  | 703  | 750  |

## Doprava
Obec leží mimo hlavní dopravní tahy. Nejbližší železniční stanice Evionnaz leží na Simplonské dráze (Lausanne–Sion) a je od obce vzdálena několik kilometrů. Spojení do centra obce zajišťují autobusové linky Postauto.
Nejbližší nájezd na dálnici A9 je exit 20 (Saint-Maurice); obec obchází také kantonální hlavní silnice č. 9.